# Knockout
Il knock out, talora univerbato in knockout e abbreviato in KO o k.o., e tradotto in italiano come fuori combattimento, è una causa di interruzione anticipata dell'incontro negli sport di lotta, in particolare nel pugilato.
In senso figurato si utilizza il termine in modo metaforico per indicare la sconfitta di un avversario non necessariamente in ambito sportivo, ad esempio affermare "ho messo ko il raffreddore" indica che si è guariti da questa malattia. Analogamente affermare di "essere ko" può indicare di essere stanco, fuori forma, bisognoso di riposo.

## Etimologia
L'espressione è contratta dall'originario «knock out of time», ovvero «abbattere oltre il tempo» in inglese.

## Definizione e regolamento

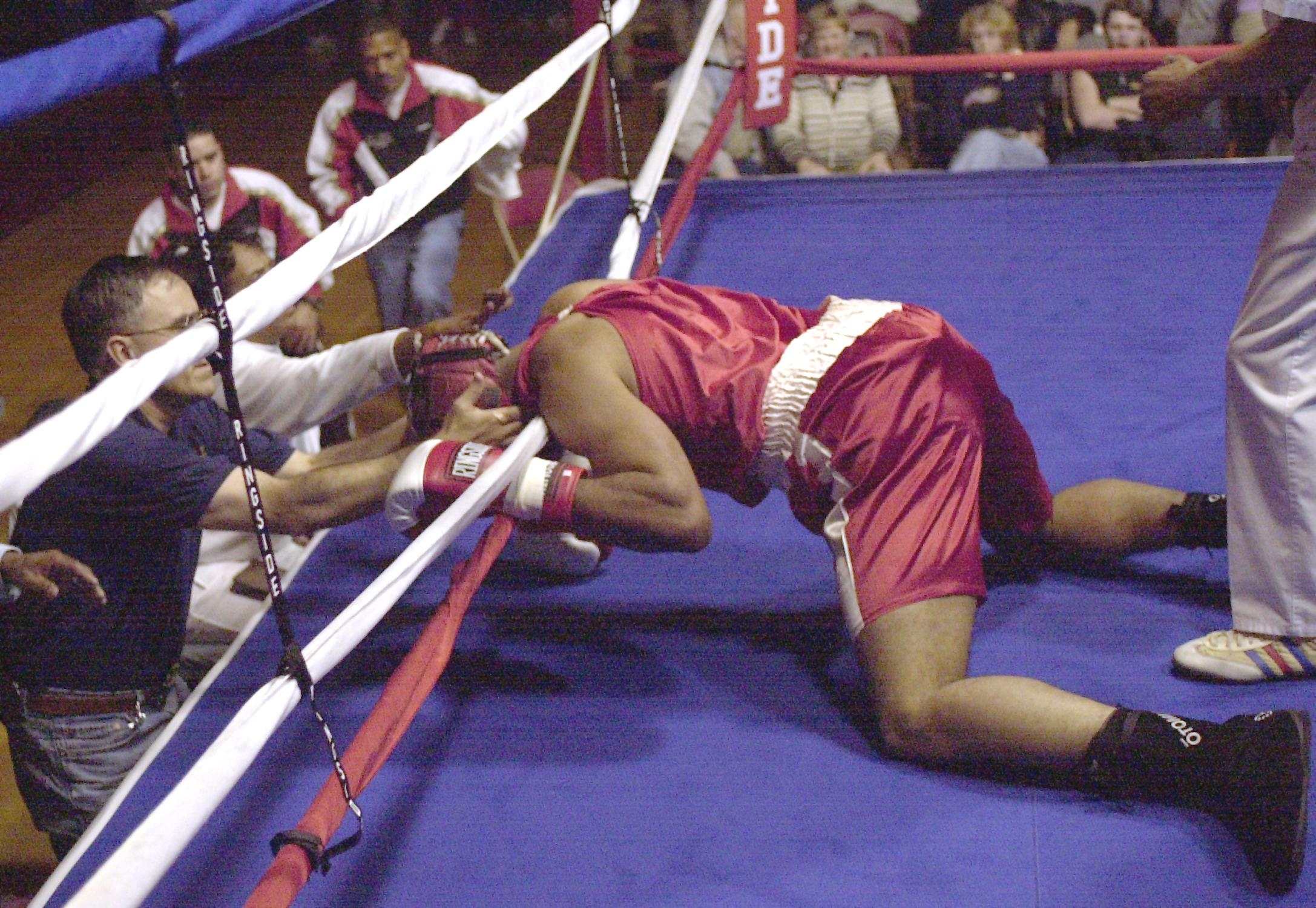
Un pugile finito al tappeto

Nel pugilato si definisce con knock-out la situazione in cui il pugile, dopo essere stato atterrato dal proprio avversario sul tappeto del ring, non riesce a rimettersi in piedi entro il tempo massimo stabilito (10") per continuare la lotta. Conseguentemente, l'altro pugile viene dichiarato vincitore dall'arbitro.

## KO tecnico
Il knockout tecnico (KOT o TKO, «technical knockout» in inglese) è l'interruzione del match decretata dall'arbitro per i seguenti motivi:
- un contendente è ancora cosciente ma non è in grado di difendersi dai colpi dell'avversario
- manifesta inferiorità di un contendente rispetto al suo avversario
- ferita occorsa a seguito di colpi regolari
- più atterramenti nel corso di una stessa ripresa
- stop da parte del medico a causa di un danno che impedisce ad un contendente di continuare l'incontro
- stop da parte dell'angolo di un contendente in grave svantaggio per evitargli danni ulteriori

## Knock-down
È definito knock-down l'atterramento del pugile che riesce a rialzarsi entro il tempo fissato, acquistando così il diritto a proseguire l'incontro. Nell'assegnazione dei punti, i giudici di gara tengono conto dei knock-down inferti o subìti da ciascun pugile.

## In altri sport
Un criterio analogo al knock-out pugilistico è rintracciabile nel wrestling, dove viene usato per il Last Man Standing match.